# Robert Falcon Scott
Robert Falcon Scott   (Plymouth, 6 de juny de 1868 - Barrera de gel de Ross, p. 29 de març de 1912) CVO, va ser un oficial i explorador de la Reial Armada britànica que va dirigir dues expedicions a l'Antàrtida: l'Expedició Discovery (1901-1904) i l'Expedició Terra Nova (1910-1913). Durant la seva segona aventura Scott va encapçalar un grup de cinc homes que va aconseguir arribar al pol Sud el 17 de gener de 1912, encara que només per descobrir que l'expedició noruega de Roald Amundsen se'ls havia avançat. En el seu viatge de tornada, Scott i els seus quatre camarades van morir per una combinació d'esgotament, fam i fred extrem.
Abans del seu nomenament per dirigir l'Expedició Discovery, Scott havia seguit una carrera convencional en temps de pau com a oficial de l'armada de l'Anglaterra victoriana, on les oportunitats de promoció professional estaven limitades i, per tant, molt sol·licitades pels oficials ambiciosos. Va ser l'oportunitat per obtenir distinció personal el que va portar a Scott a liderar la  Discovery, més que cap altra predilecció per l'exploració polar. Però després de donar aquest pas el seu nom va quedar inseparablement vinculat a l'Antàrtida, el camp de treball al qual va dedicar els últims dotze anys de la seva vida.
Després de conèixer la notícia de la seva mort, Scott va esdevenir un icònic heroi britànic, un estatus que va mantenir durant més de mig segle i que va quedar reflectit en els nombrosos memorials aixecats per tot el seu país. En les últimes dècades del segle xx la seva llegenda va ser avaluada de nou i l'atenció es va centrar en les causes del desastre que va posar fi a la seva vida i a la dels seus camarades, així com el grau de culpabilitat del mateix Scott. Així, l'explorador va passar de llegenda a figura controvertida, qüestionada en la seva competència i caràcter. Al segle xxi la seva figura ha estat considerada més positivament, i s'emfasitza la seva valentia personal i estoïcisme al mateix temps que es reconeixen els seus errors i el fracàs de la seva expedició s'atribueix principalment a la mala fortuna.

## Biografia
Robert Falcon Scott va néixer el 6 de juny de 1868, tercer de sis germans i fill gran de John Edward i Hannah Scott, a Stoke Damerel, prop de Devonport i Plymouth, comtat de Devon. Encara que el seu pare era productor de cervesa i magistrat, hi havia tradició naval i militar en la seva família, ja que l'avi de Scott i quatre dels seus oncles havien servit en l'exèrcit o l'armada. John Scott va prosperar gràcies a la venda d'una petita cerveseria que posseïa a Plymouth i que havia heretat del seu pare. La infància de Scott va ser molt confortable, però anys després, quan Robert s'estava llaurant una carrera en l'armada, la família patiria greus problemes econòmics.
D'acord amb la tradició familiar, Robert i el seu germà petit Archibald estaven predestinats a ingressar a les forces armades. Robert va romandre quatre anys a l'escola local abans de ser enviat a la Stubbington House School, a Hampshire, una escola que preparava els seus estudiants per als exàmens d'ingrés en el vaixell escola HMS Britannia a Dartmouth. Als 13 anys Robert va superar els exàmens i va començar la seva carrera naval el 1881 com a cadet.

### Principis de la seva carrera naval
El juliol de 1883 Scott va acabar la seva formació i va deixar el Britannia com guardiamarina, setè d'una classe de 26. L'octubre ja estava en camí a Sud-àfrica per embarcar al HMS Boadicea, vaixell insígnia de l'Esquadró del Cap i primer dels diversos vaixells en què serviria Scott durant els seus anys com guardiamarina. Estant a l'illa de Sant Cristòfor, al Carib, a bord del HMS Rover, es va trobar per primera vegada amb Clements Markham, llavors secretari de la Royal Geographical Society ( Reial Societat Geogràfica), qui tindria gran importància en la carrera posterior de Scott. En aquella ocasió, 1 de març de 1887, Markham va observar al cúter del guardiamarina Scott guanyar la cursa matutina per la badia. Markham tenia el costum de «fitxar» joves oficials de la marina com Scott amb la intenció d'iniciar en un futur les exploracions polars. Va quedar impressionat per la intel·ligència, entusiasme i encant de Scott, i va prendre nota del guardiamarina de 18 anys.
Al març de 1888 Scott va superar els exàmens de subtinent amb excel·lents qualificacions. La seva carrera progressava sense problemes, servint en diversos vaixells i ascendint a tinent en 1889. El 1891, després d'un llarg temps en aigües estrangeres, va presentar la seva candidatura per a un curs d'entrenament torpediner de dos anys a bord de la HMS Vernon, un pas important en el seu ascens, ja que es va graduar amb excel·lents notes tant en els exàmens pràctics com en els teòrics. L'estiu de 1893 va ocórrer un petit incident quan va quedar encallat un vaixell torpeder manat per ell, contratemps que li va costar una lleu reprimenda.
Durant la documentació per a la realització de la seva biografia dual de Scott i Amundsen,  Scott and Amundsen, després publicat com The Last Place On Earth, l'historiador Roland Huntford va investigar un possible escàndol en els primers temps de Scott a l'armada, cap 1889-1890, quan era tinent al HMS Amphion. D'acord amb aquest historiador, Scott «va desaparèixer dels registres navals» durant vuit mesos, des de mitjans d'agost de 1889 fins al 26 de març de 1890. Huntford al·ludeix a la seva relació amb una dona nord-americana casada i al seu encobriment i protecció per part d'oficials d'alt rang. El biògraf David Crane redueix aquest període a onze setmanes, però no aclareix res més i rebutja la idea de la protecció per part d'alts oficials sobre la base que Scott no era important ni estava tan ben relacionat com per justificar això. Els documents que podrien aclarir aquest assumpte no es troben en els registres de l'Almirallat britànic.
El 1894, mentre servia com a oficial torpediner en el vaixell HMS Vulcan, Scott va tenir notícia de la mala situació econòmica de la seva família. John Scott, que havia venut la cerveseria i invertit imprudentment els diners, s'havia quedat sense capital i estava virtualment en fallida. Amb 63 anys i una salut precària, es va veure obligat a tornar a treballar com a gerent d'una cerveseria i a traslladar tota la seva família a Shepton Mallet, Somerset. Tres anys després, mentre Robert servia al HMS Majestic, vaixell insígnia de l'Esquadró del Canal, el seu pare va morir d'una malaltia cardíaca i a la família li va sobrevenir una nova desgràcia. Hannah Scott i les seves dues filles solteres van quedar llavors a càrrec del sou de Scott i del seu germà Archibald, que havia deixat l'exèrcit per un lloc millor pagat en el servei colonial. La mort d'Archibald a la tardor de 1898, com a conseqüència d'unes febres tifoides, va significar que tota la responsabilitat financera de la família recaigués sobre Robert.
Els ascensos, i l'augment d'ingressos que aquests suposarien, es van convertir en assumpte prioritari per Scott. A principis de juny de 1899, estant a casa de permís, Scott es va trobar casualment en un carrer de Londres amb Clements Markham, ja llavors nomenat Sir i president de la Royal Society. També va tenir notícia per primera vegada d'una imminent expedició a l'Antàrtida sota l'auspici de la Societat, el que era una oportunitat per assumir un comandament i obtenir distinció. No se sap què va passar entre els dos homes aquest dia, però poc després, l'11 de juny, Scott es va presentar a la residència de Markham i es va oferir voluntari per liderar l'expedició.

## Expedició Discovery (1901-1904)
L'Expedició Antàrtica Britànica, després coneguda com a Expedició Discovery, va ser una aliança d'empreses entre la Royal Geographical Society i la Royal Society. Somni llargament acariciat per Markham, aquesta va necessitar totes les seves habilitats i astúcia per arribar a bon port, sota comandament naval i en gran part integrada per personal de l'armada. Scott potser no va ser la primera opció de Markham per liderar l'empresa, però després de decidir-se per ell el seu suport va ser constant. El comitè va batallar molt sobre l'abast de les responsabilitats de Scott, perquè la Royal Society volia posar a un científic a càrrec del programa de l'expedició, mentre que Scott només enviaria el vaixell. No obstant això, es va acabar imposant l'opinió de Markham i Scott va rebre tot el comandament, pel que va ser ascendit a comandant abans que la Discovery salpés cap a l'Antàrtida el 31 de juliol de 1901.
Hi va haver molt poc entrenament en equipament i tècniques abans que el Discovery es fes a la mar. Es van dur gossos i esquís, però gairebé ningú sabia com usar-los. Segons l'opinió de Markham, la professionalitat es considerava menys digna que la «veritable aptitud», i possiblement Scott compartia el mateix punt de vista. En el primer dels dos anys sencers que el Discovery va passar en el gel aquesta despreocupació va ser severament posada a prova, ja que l'expedició va haver de lluitar per afrontar els desafiaments d'un entorn gens familiar. Així, un dels primers intents per viatjar a través del gel va acabar amb la mort de George Vince, que va lliscar per un precipici l'11 de març de 1902.
L'expedició tenia objectius tant científics com exploratoris, i aquest últim incloïa un llarg viatge en direcció al Pol Sud. Aquesta marxa, realitzada per Scott, Ernest Shackleton i Edward Wilson, els va portar a una latitud de 82° 17′ S, a uns 850 km del pol. Al terrible viatge de tornada Shackleton va patir un col·lapse físic i va haver d'abandonar de manera prematura l'expedició. Durant el segon any es va millorar en equipament i èxits, fet que va culminar en un viatge de Scott cap a l'oest que li va permetre descobrir l'Altiplà Polar, cosa que un escriptor ha descrit com «un dels grans viatges polars». Els resultats científics de l'expedició van incloure importants troballes biològiques, zoològiques i geològiques, encara que algunes de les lectures meteorològiques i magnètiques obtingudes van ser criticades més tard com a poc professionals i imprecises.
Al final de l'expedició van haver de recórrer al suport de dos vaixells de subministrament i l'ús d'explosius per alliberar el Discovery del gel. Scott no va quedar molt convençut que els gossos i els esquís fossin la clau per realitzar viatges eficients pel gel, de manera que en els anys següents, i gairebé fins al final de la seva carrera antàrtica, va continuar expressant la preferència britànica per l'arrossegament humà. La seva insistència en les formalitats de la Reial Armada durant l'expedició va fer difícils les relacions amb el contingent de marins mercants, molts dels quals van tornar a casa amb el primer vaixell de subministrament al març de 1903. Al segon comandant, Albert Armitage, oficial de la marina mercant, se li va oferir l'oportunitat de tornar per raons humanitàries, però va interpretar l'oferiment com una cosa personal i va refusar. Armitage també va promoure la idea que la decisió d'enviar Shackleton a casa en el vaixell de subministrament es va deure més a la seva mala relació amb Scott que al seu propi deteriorament físic. Encara que hi va haver tensions entre Scott i Shackleton pel xoc de les seves ambicions polars, en públic va regnar el civisme mutu entre ambdós. Scott es va unir a la recepció oficial que es va brindar a Shackleton al seu retorn de l'Expedició Nimrod el 1909, i tots dos van intercanviar correspondència de to cortès el 1909 i 1910 sobre les seves respectives aspiracions.

## Entre les expedicions

### Heroi popular
El Discovery va tornar a Gran Bretanya el setembre de 1904. L'expedició havia captivat la imaginació pública i Scott va esdevenir un heroi popular. Va ser guardonat amb nombroses medalles i honors, molts de fora del seu país, i va ascendir al rang de capità de navili. El rei Eduard VII el va convidar al castell de Balmoral, on el va nomenar comanador de l'Orde Reial de Victòria.
Els següents anys de Scott van ser molt atrafegats, ja que durant més d'un any va estar ocupat en recepcions públiques, conferències i la redacció del diari de l'expedició, The Voyage of the Discovery ( El viatge del Discovery). El gener de 1906 va reprendre plenament la seva carrera naval, primer com a assistent del director d'Intel·ligència Naval a l'Almirallat i, a l'agost, com capità de bandera del contraalmirall Sir George Egerton a bord del HMS Victorious. Ara es movia sempre en els més alts cercles socials, ja que en un telegrama a Markham el febrer de 1907 es refereix a les seves trobades amb l'Reina i amb l'hereu al tron de Portugal, i en una carta a casa li parla de menjars amb el Comandant en cap de la Flota i amb el príncep Enric de Prússia. El telegrama relatava una col·lisió del vaixell de Scott, el HMS Albemarle. Scott va ser absolt de culpa.

### Disputa amb Shackleton
A principis de 1906, Scott havia sondejat la Royal Society sobre el possible finançament d'una futura expedició a l'Antàrtida. Per això, per a ell va ser una notícia inoportuna que Ernest Shackleton anunciés els seus plans de viatjar a la vella base Discovery a l'estret de McMurdo, des d'on intentaria arribar al Pol Sud. Shackleton va informar dels seus plans a la Royal Society el 7 de febrer de 1907. Scott havia demanat al secretari Keltie de la Societat que mantingués en secret les seves intencions. Scott va afirmar, en una de les diverses cartes a Shackleton, que l'àrea de McMurdo era el seu propi «camp de treball» perquè tenia drets de precedència fins que decidís renunciar-hi, i que per tant Shackleton hauria de treballar en una àrea totalment diferent. En això va ser recolzat pel que va ser zoòleg de l'expedició Discovery, Edward Wilson, que va afirmar que els drets de Scott s'estenien a tot el sector del mar de Ross, quelcom que Shackleton es va negar a acceptar. Finalment, i per posar fi a la disputa, Shackleton va acordar, en una carta a Scott el 17 de maig de 1907, treballar a l'oest del meridià 170 ° O i així evitar tota l'àrea familiar de l'entorn de la base Discovery, però, va ser incapaç de mantenir aquesta promesa perquè no va trobar bons llocs alternatius de desembarcament. Va basar la seva expedició al cap Royds de l'estret de McMurdo, i l'incompliment de l'acord va provocar una profunda bretxa en la relació Scott-Shackleton. L'historiador Beau Riffenburgh afirma que aquesta promesa a Scott «èticament mai hauria d'haver estat exigida», i compara desfavorablement la intransigència de Scott en aquesta matèria amb la generosa actitud de l'explorador noruec Fridtjof Nansen, que va brindar el seu assessorament i experiència a tots, fossin rivals o no.

### Matrimoni

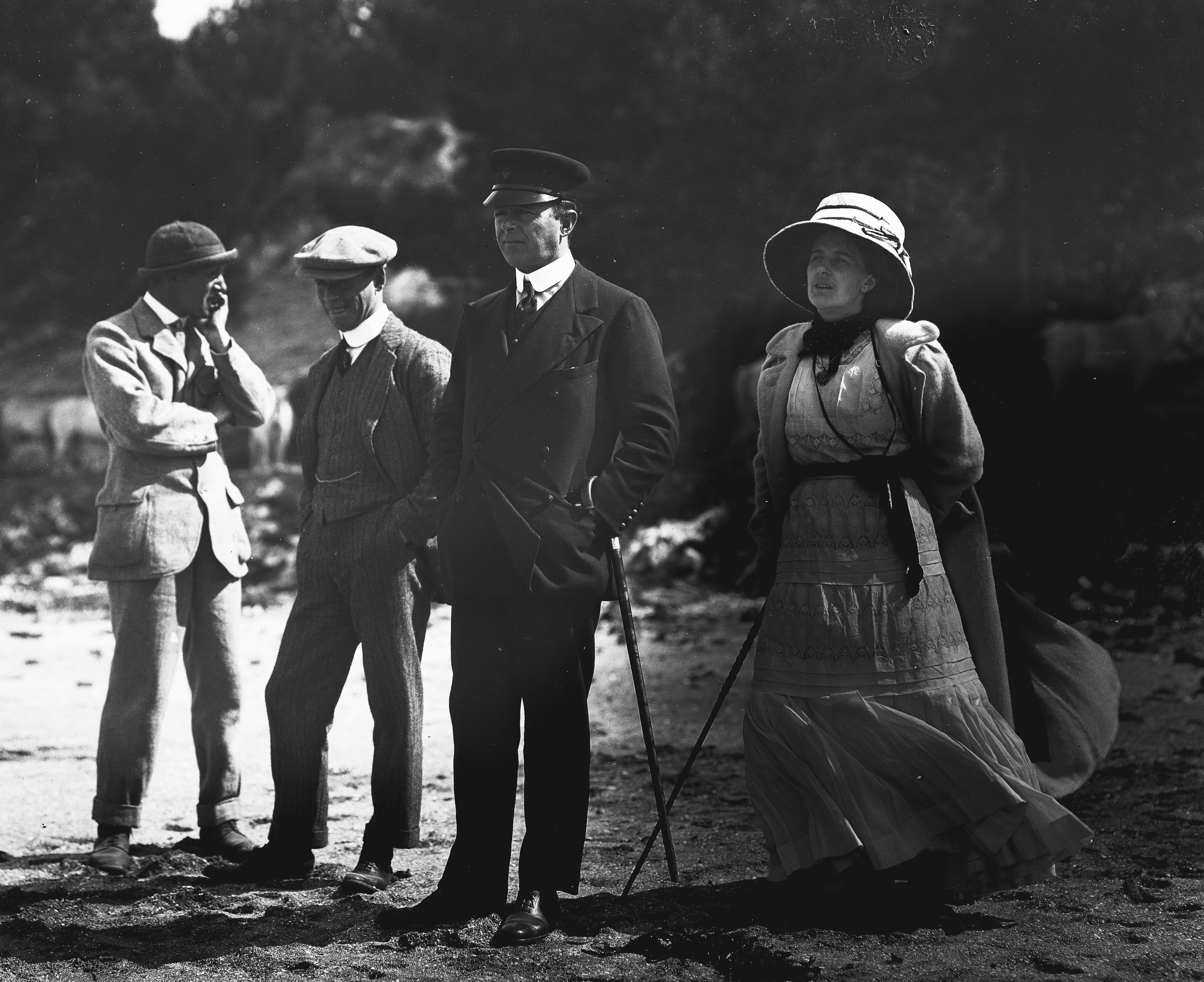
Robert i Kathleen Scott a Nova Zelanda el 1910.

Scott, qui gràcies a la fama de la seva expedició havia ingressat a la societat eduardiana, va conèixer per primera vegada a Kathleen Bruce al començament de 1904 en un dinar privat. Era escultora, una dona cosmopolita que havia estudiat amb Auguste Rodin i el cercle incloïa a Isadora Duncan, Pablo Picasso i Aleister Crowley. La seva primera trobada amb Scott va ser breu, però quan es van tornar a veure més tard aquest any, l'atracció mútua era evident. Va seguir un festeig tempestuós, perquè Scott no era el seu únic pretendent, sinó que el seu principal rival era el novel·lista Gilbert Cannan, i les seves llargues estades al mar no ajudaven a la relació. No obstant això, la persistència de Scott va obtenir els seus fruits i el 2 setembre 1908 es van casar a la Capella Reial del palau de Hampton Court. El seu únic fill, Peter Markham Scott, va néixer el 14 de setembre de 1909.
Llavors Scott ja havia anunciat els plans per a la seva segona expedició Antàrtica. Shackleton havia tornat sense poder arribar al Pol Sud, cosa que li va donar més ímpetu a Scott. El 29 març 1909 havia estat nomenat assistent naval del Segon Lord del Mar a l'Almirallat, de manera que es va establir còmodament a Londres. Al desembre va quedar exempt amb mig sou per prendre el comandament a temps complet de l'Expedició Antàrtica britànica de 1910, que seria coneguda com a Expedició Terra Nova pel nom del seu vaixell, el Terra Nova.

## Expedició Terra Nova (1910-1912)

### Preparació
La Royal Geographical Society va expressar la seva esperança que aquesta expedició pogués ser «principalment científica, amb l'exploració i el Pol com a objectius secundaris», però a diferència de l'expedició Discovery, ningú d'aquesta Societat o de la Royal Society va estar a càrrec en aquesta ocasió. En el seu fullet de l'expedició Scott va deixar clar que el seu objectiu prioritari era «arribar al Pol Sud, i així assegurar per l'Imperi Britànic el gran honor d'aquest èxit». A la pel·lícula Ninety Degrees South, el narrador H. G. Ponting diu que Scott va salpar dels molls de Londres amb «entusiasme per aconseguir l'honor per al seu país». Com Markham va observar, Scott «havia estat mossegat per la mania del Pol».
Scott no sabia que l'expedició seria una carrera fins que va rebre a Melbourne un telegrama del noruec Roald Amundsen, a l'octubre de 1910. Abans d'això, el britànic havia estat configurant l'expedició d'acord amb les seves preferències, sense les restriccions de cap comissió mixta. Pel que fa al transport, va decidir que els gossos de trineu serien només un element dins d'una complexa estratègia que també implicava cavalls i trineus motoritzats, a més de molta mà d'obra humana. Scott no sabia res de cavalls, però li va semblar que a Shackleton li havien estat molt útils i va decidir emprar-ne. L'expert en gossos Cecil Meares va anar a Sibèria a seleccionar gossos i Scott li va ordenar que quan hi fos comprés ponis manxús. Meares no era un expert comprador de cavalls i els ponis que va triar van resultar ser en la seva major part poc aptes per a una estada prolongada a l'Antàrtida. Mentrestant, Scott va viatjar a França i Noruega per provar trineus motoritzats, i va reclutar a Bernard Day, de l'expedició de Shackleton, com a expert en aquest tema.

### Primera temporada
La mateixa expedició va patir aviat algunes desgràcies que van dificultar els treballs durant la primera temporada i entorpir els preparatius per a la principal marxa polar. En el seu viatge de Nova Zelanda a l'Antàrtida el Terra Nova va quedar atrapat al gel durant vint dies, {molt més temps que altres vaixells, de manera que van arribar a finals de la temporada i van tenir menys temps per als preparatius previs a l'hivern antàrtic). Un dels trineus motoritzats es va perdre durant el desembarcament quan es va enfonsar sota el gel. L'empitjorament de les condicions meteorològiques i els ponis febles i mal aclimatats van afectar el desplegament inicial del viatge, de manera que el principal punt de subministrament, One Ton Depot, va haver de situar-se a 56 km al nord de la seva ubicació planejada en 80 ° S. Lawrence Oates, encarregat dels ponis, va aconsellar a Scott que sacrifiqués els ponis per obtenir menjar i que avancés el punt de subministrament al lloc previst inicialment, però aquest es va negar a ambdues coses. S'afirma que Oates li va dir a Scott «Senyor, em temo que lamentarà no acceptar el meu consell». Sis ponis van morir durant aquest viatge, ja sigui per fred o perquè van haver de ser sacrificats per no alentir l'equip. Durant el retorn a la seva base van tenir notícia de la presència d'Amundsen, que havia acampat a la badia de les Balenes, a uns 320 km a l'est de la posició britànica, amb el seu equip i un gran contingent de gossos.
Scott es va negar a modificar la seva agenda per fer front al desafiament que li plantejava Amundsen, escrivint «L'adequat, així com el camí més savi per a nosaltres, és procedir exactament com si això no hagués passat». Reconeixent que la base del noruec estava més a prop del Pol Sud i que la seva experiència amb els gossos era formidable, Scott tenia l'avantatge de viatjar per una ruta ja oberta per Shackleton. Durant l'hivern de 1911 la seva confiança va augmentar, i el 2 d'agost, després del retorn de l'expedició hivernal de tres homes al cap Crozier, Scott va escriure «Estic segur que estem tan a prop de la perfecció com l'experiència ens pot portar».

### Viatge al Pol Sud
L'1 de novembre va començar la marxa cap al sud, composta per una caravana de grups mixtos de transport (trineus motoritzats, gossos i ponis) i trineus a diferents velocitats, tot dissenyat per donar suport al grup final de quatre homes que intentaria arribar al Pol Sud. Scott ja havia esbossat prèviament els seus plans per al viatge al sud a tot el grup a la costa, encara que sense especificar el paper de cadascú, de manera que ningú coneixia qui compondria el grup polar definitiu. Durant el viatge Scott va emetre diverses ordres conflictives sobre l'ús futur dels gossos de l'expedició, i no va deixar clar si serien reservats per a properes operacions científiques o per assistir al grup a la seva tornada a casa. Els subordinats de Scott van tornar a la base sense estar segurs de les seves intencions i, per tant, no es van dirigir als gossos en un intent de donar suport al grup que retornava del pol en el cas que sorgís la necessitat. Veure el relat d'Atkinson en L. Huxley, 1913, pàg. 298-306.
El grup sud va anar reduint el seu nombre a mesura que els successius equips de suport donaven la volta. Per al 4 gener 1912 els dos últims grups de quatre homes havien arribat a la latitud 87° 34′ S. Scott va anunciar la seva decisió: cinc homes (Scott, Edward Wilson, Henry Bowers, Lawrence Oates i Edgar Evans) continuarien endavant i els altres tres (Teddy Evans, William Lashly i Tom Creen) podrien tornar. El grup escollit va prosseguir la seva marxa i va arribar al Pol Sud el 17 de gener de 1912, però només per trobar que els noruecs de Roald Amundsen ho havien fet cinc setmanes abans. L'angoixa de Scott davant aquest descobriment va quedar reflectida en el seu diari: «El pitjor ha passat». «Tots els somnis del dia s'han evaporat». «Déu meu, aquest lloc és horrible».

### Darrera marxa
El desmoralitzat grup d'exploradors va començar el viatge de retorn de 1300 km el dia 19 de gener de 1912. L'endemà Scott va escriure «Em temo que el viatge de tornada serà terriblement esgotador i monòton». Però, tot i el mal temps, el grup va avançar a bon ritme i havien recorregut els 500 km de l'etapa de la plana Antàrtica pel 7 de febrer. En els dies següents el grup va afrontar el descens de 160 km de la glacera Beardmore, on es va deteriorar molt la condició física d'Edgar Evans, circumstància que ja havia advertit amb preocupació Scott el 23 de gener. Una caiguda el 4 de febrer va deixar Evans «desmoralitzat i incapaç», i el dia 17, després d'una nova caiguda, va morir prop del peu de la glacera.
Amb 670 km encara per desfer a través de la barrera de gel de Ross, les perspectives del grup van empitjorar mentre avançava cap al nord amb un temps cada vegada pitjor, congelació, ceguesa de les neus, fam i esgotament. El 16 de març, Oates, la condició del qual s'havia deteriorat per l'empitjorament d'una antiga ferida de guerra fins a l'extrem de no poder caminar, va sortir voluntàriament de la tenda de campanya i es va allunyar fins a morir congelat. Scott va deixar escrit que les seves últimes paraules van ser «Vaig a sortir fora i potser per algun temps».
Després de caminar uns altres 30 km, els tres membres restants del grup van muntar el seu últim campament el 19 de març, a uns 19 km del dipòsit de subministraments One Ton Depot, però a 38 km de la localització prevista originalment per a aquest. L'endemà, una forta ventada els va impedir fer cap progrés, i en els següents nou dies, sense pràcticament subministraments, els dits congelats, la llum escassa i les tempestes assotant l'exterior de la tenda, Scott va escriure les seves últimes paraules, tot i haver renunciat a continuar el seu diari el 23 de març, per concloure així: «Darrera entrada. Per l'amor de Déu, tingues cura de la nostra gent». Va deixar cartes dirigides a les mares de Bowers i Wilson, a diverses persones importants com el seu antic comandant sir George Egerton, a la seva pròpia mare i a la seva dona. També va escriure la seva «Missatge al públic», essencialment una defensa de l'organització i conducta de l'expedició en què atribuïa el fracàs del grup al mal temps i altres desgràcies, però finalitzant amb una inspiradora nota que diu:
| « | Prenem riscos, ho sabíem, les coses han anat en contra nostra i, per tant, no tenim motiu de queixa, sinó només sotmetre'ns a la voluntat de la Providència, determinats encara a fer el millor fins al final ... Si haguéssim viscut, hauria d'haver explicat la història de l'audàcia, resistència i coratge dels meus companys, que han omplert el cor de tots els anglesos. Aquestes aspres notes i els nostres cadàvers han de tenir la història. Sens dubte, un gran país com el nostre s'encarregarà que tots els que depenen de nosaltres estiguin adequadament proveïts. | » |

Es presumeix que Scott va morir el 29 de març de 1912, un dia després d'escriure aquestes notes. Les posicions dels cossos a la tenda de campanya quan van ser descoberts vuit mesos després suggereixen que Scott va ser l'últim dels tres a morir.

## Reputació

### Glorificació
Els cossos de Scott i els seus companys van ser descoberts per un grup de recerca el 12 de novembre de 1912. També es van recuperar els seus escrits. El seu últim campament va esdevenir la seva tomba, atès que es va erigir un monticle de neu sobre ell coronat per una creu cristiana. El gener de 1913, abans que el Terra Nova salpés de tornada, els fusters del vaixell van elaborar una gran creu de fusta, sobre la qual es van inscriure els noms dels morts i una línia del poema  Ulisses d'Alfred Tennyson: «Esforçar, buscar, trobar i no cedir». La creu es va col·locar com a memorial permanent a la part alta del turó Observation Hill, sobre el campament de la península de Hut Point.
El món va saber de la tragèdia quan el Terra Nova va arribar a Oamaru, a Nova Zelanda, el 10 de febrer de 1913. Pocs dies després, Scott va esdevenir un icònic heroi britànic i el fervor patriòtic del Regne Unit es va despertar: coincidint amb el funeral memorial a la Catedral de Sant Pau de Londres el diari London Evening News va fer una crida perquè la història s'estudiés en totes les escoles del país. Robert Baden-Powell, fundador de l'escoltisme, va dir: «Van costa avall els britànics? No! Hi ha molt coratge en l'esperit britànic després de tot. El capità de navili Scott i el capità Oates ens ho han demostrat». Mary Steel, d'onze anys, va escriure un poema que acabava així:
| « | Encara que només una simple creu Marca ara la tomba dels herois Els seus noms viuran sempre! Oh Anglaterra, Terra de Valents! | » |

Els supervivents de l'expedició van ser extensament honrats al seu retorn, amb medalles polars i ascensos per al personal naval. En lloc del nomenament de cavaller que hauria rebut el seu marit si hagués sobreviscut, a Kathleen Scott se li va garantir el rang i la distinció d'una vídua d'un cavaller comandant de l'Orde del Bany. Aquest honor no permetia que Kathleen Scott es digués a si mateixa «Lady Scott». No obstant això, tant (Fiennes  2003, p. 383) com (Huntford 1985, p. 523), s'hi refereixen com a «Lady Scott», encara que això no es correspon amb l'anunci en The Times el 22 de febrer de 1913. El 1922 ella es va casar amb Edward Hilton Young, que després seria Lord Kennet i la convertiria a ella en Lady Kennet, i va ser una ferma defensora de la reputació de Robert Scott fins a la seva mort, el 1947 als 69 anys.
Un article a The Times, que informava dels elogis de la premsa novaiorquesa a Scott, va afirmar que tant Amundsen com Shackleton estaven «[sorpresos] en sentir dir que una expedició ben organitzada ha pogut patir aquest desastre». En conèixer els detalls de la mort de Scott, s'afirma que Amundsen va dir que «Renunciaria a qualsevol honor i diners si pogués salvar Scott de la seva terrible mort». Scott sabia expressar-se millor que Amundsen i la seva història va recórrer el món gràcies als seus escrits, mentre que la innegable victòria d'Amundsen va quedar reduïda, a ulls de molts, a un estratagema antiesportiu. Fins i tot abans de conèixer-se la mort de Scott, Amundsen s'havia ofès pel que sentia que era un «brindis burleta» del president de la Royal Society, Lord Curzon, en una trobada que pretenia ser un homenatge al vencedor de la cursa pel pol. Curzon havia dit «Tres hurres pels gossos». Segons el llibre de Huntford, aquesta relliscada va fer que Amundsen renunciés a la seva beca honorària a la Society.
La resposta a la petició final de l'escrit de Scott, en nom dels familiars dels morts, va ser enorme per als estàndards de llavors. El Fons Memorial Mansion House Scott va tancar amb 75.000 £ (uns 5,5 milions de lliures actuals). Aquesta quantitat va ser desigualment distribuïda: la vídua de Scott, el seu fill, mare i germanes van rebre un total de 18.000 £ (1.300.000 £ actuals), la vídua de Wilson £ 8.500 (600.000 £) i la mare de Bowers 4.500 £ (330.000 £). La vídua, fill i mare d'Edgar Evans van rebre en total 1.500 £ (109.000 £). (Jones   2003, pàg. 106-108). £ 34.000 (2,5 m £) en total van ser als familiars, £ 17.500 (1,2 £) a la publicació dels resultats científics i £ 5.100 (370.000 £) per pagar els deutes de l'expedició i el balanç de la creació de memorials i monuments.
En els dotze anys següents al desastre es van erigir més de trenta monuments i memorials només al Regne Unit. Aquests van ser des de simples relíquies (la bandera del trineu de Scott a la catedral de Exeter) a la fundació de l'Institut d'Investigació Polar Scott a Cambridge. Es van fer altres honors a l'estranger, inclosa una estàtua creada per la seva vídua per la seva base neozelandesa a Christchurch. La seva última expedició va ser objecte d'una pel·lícula filmada el 1948,Scott of the Antarctic (Scott a l'Antàrtida), on ell va ser interpretat per John Mills com el típic i flegmàtic heroi britànic. La base dels Estats Units al Pol Sud, fundada el 1957, es diu Base Amundsen-Scott en memòria dels dos exploradors pioners. Un segle de tempestes i neu han cobert el monticle de gel aixecat sobre el seu últim campament, que està ara tancat a la barrera de gel de Ross.

### Reacció moderna
El mite de Scott va sobreviure després del període de la Segona Guerra Mundial i més enllà del 50 aniversari de la seva mort. El 1966 Reginald Pound, el primer biògraf que va tenir accés al diari del trineu de Scott, va revelar errors de l'explorador que van llançar nova llum sobre Scott, encara que també va continuar enaltint el seu heroisme amb frases que el definien com dotat d'«una esplèndida salut mental que no va ser sotmesa». En la dècada següent es van publicar més llibres, alguns dels quals desafiaven fins a cert punt l'opinió pública sobre Scott. El més crític de tots ells va ser Scott's Men (1977) de David Thomson, que opinava que l'explorador britànic no va ser un gran home, «almenys, no fins al final», i va descriure la seva planificació com «atzarosa» i «defectuosa» i el seu lideratge com a mancat de previsió. Així, a finals de la dècada de 1970, en paraules de Jones, «la complexa personalitat de Scott s'havia revelat i els seus mètodes qüestionats».
El 1979 es va produir l'atac més despietat contra Scott amb la publicació de la biografia dual d'Amundsen i Scott per part de Roland Huntford, qui descriu l'explorador britànic com un «barroer heroic». L'opinió de Huntford va tenir un impacte immediat i va esdevenir la nova ortodòxia. Aquest autor fins i tot desafia seu heroisme a l'hora d'encarar la mort i veu el Missatge al públic de Scott com un engany d'autojustificació d'un home que ha portat als seus camarades a la mort. Després de la publicació d'aquest llibre, desbancar Scott del seu mite va esdevenir quelcom comú. El 1996 Francis Spufford, en una història no totalment contrària a la seva figura, es refereix a «les proves devastadores de la seva malaptesa» i conclou que «Scott va condemnar als seus companys i després va cobrir les seves empremtes amb retòrica». L'escriptor Paul Theroux resumeix a Scott com « confús i desmoralitzat ... un enigma per als seus homes, sense preparació i barroer». Citat a (Barczewski   2007, p. 260). Aquesta minva de la reputació de Scott va ser acompanyada del proporcional ascens de la consideració del seu rival Shackleton, primer als Estats Units però també al Regne Unit. Una enquesta a nivell nacional a Gran Bretanya realitzada l'any 2002 amb la finalitat de descobrir els «100 Greatest Britons» (Els 100 britànics més importants) va col·locar a Shackleton en el lloc 11 i a Scott molt més baix, al 54.
En els primers anys del segle xxi, s'ha vist un canvi d'opinió favorable a Scott, en el qual la historiadora de la cultura Stephanie Barczewski diu «una revisió de la visió revisionista». El relat The Coldest March escrit per la meteoròloga Susan Solomon el 2001 relaciona la destinació del grup de Scott amb les condicions climatològiques extraordinàriament adverses que es van donar a la barrera de gel de Ross al febrer i març de 1912, i li atribueix més pes a aquestes que als errors personals d'organització, tot i que admet la validesa d'algunes de les crítiques negatives abocades sobre l'explorador. El 2004 l'explorador polar Sir Ranulph Fiennes va publicar una biografia que és una ferma defensa de Scott i una refutació franca de Huntford. No en va, el llibre està dedicat «a les famílies dels morts difamats». Fiennes va ser després criticat l'article d'un altre revisionista per la naturalesa personal del seu atac a Huntford i per l'aparent presumpció que les seves pròpies experiències com explorador polar li atorgaven a ell una autoritat única.
El 2005, l'historiador David Crane va publicar una nova biografia de Scott que, segons Barczewski, pretén d'alguna manera una avaluació de Scott «lliure del pes de les anteriors interpretacions». Crane afirma que tot el que ha succeït amb la reputació de Scott deriva de la manera com ha canviat el món des que es va crear aquest mite: «No és que ho veiem de manera diferent a com ho van veure els seus contemporanis, sinó que el veiem igual i instintivament no ens agrada». El principal èxit de Crane és, segons Barczewski, la restauració de la humanitat de Scott, «molt més eficaç que l'estridència de Fiennes o les dades científiques de Solomon». El columnista del Daily Telegraph Jasper Rees, fent un símil entre els canvis en la reputació dels exploradors i les variacions climàtiques, suggereix que «en els actuals informes sobre el clima antàrtic, Scott està gaudint dels seus primers raigs de sol en vint anys». Jasper Rees, The Telegraph, 19 de desembre de 2004. El New York Times Book Review va ser més crític, assenyalant que el suport de Crane a Scott va desacreditar algunes afirmacions sobre les circumstàncies de l'alliberament del Discovery del gel i conclou que «Entre tots els atractius del seu llibre, Crane no ofereix respostes convincents que exonerin a Scott d'una significativa culpa en la seva pròpia mort».